# Feldberg, Schwarzwald
Feldberg är ett 1493 meter högt berg i Landkreis Breisgau-Hochschwarzwald i det tyska förbundslandet Baden-Württemberg. Berget är den högsta toppen i bergskedjan Schwarzwald, i förbundslandet Baden-Württemberg och i Tyskland utanför Alperna. På toppen finns det en väderstation och ett sändningstorn. 
Nedanför toppen ligger kommunen Feldberg. Ortsdelen Feldberg-Ort ligger på 1277 m ö.h. och är därmed Tysklands högst belägen ort. 

## Bilder

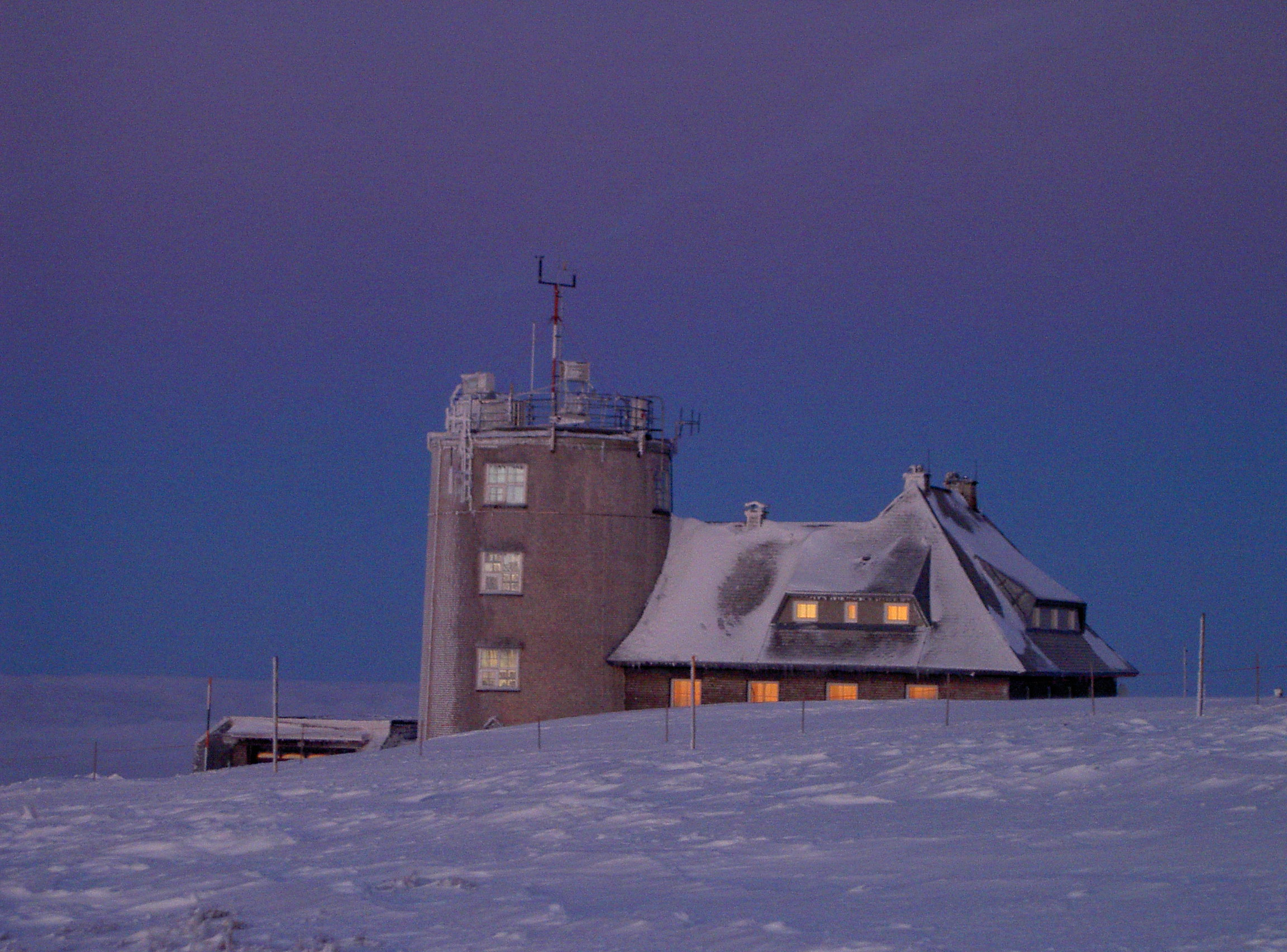
Väderstation.
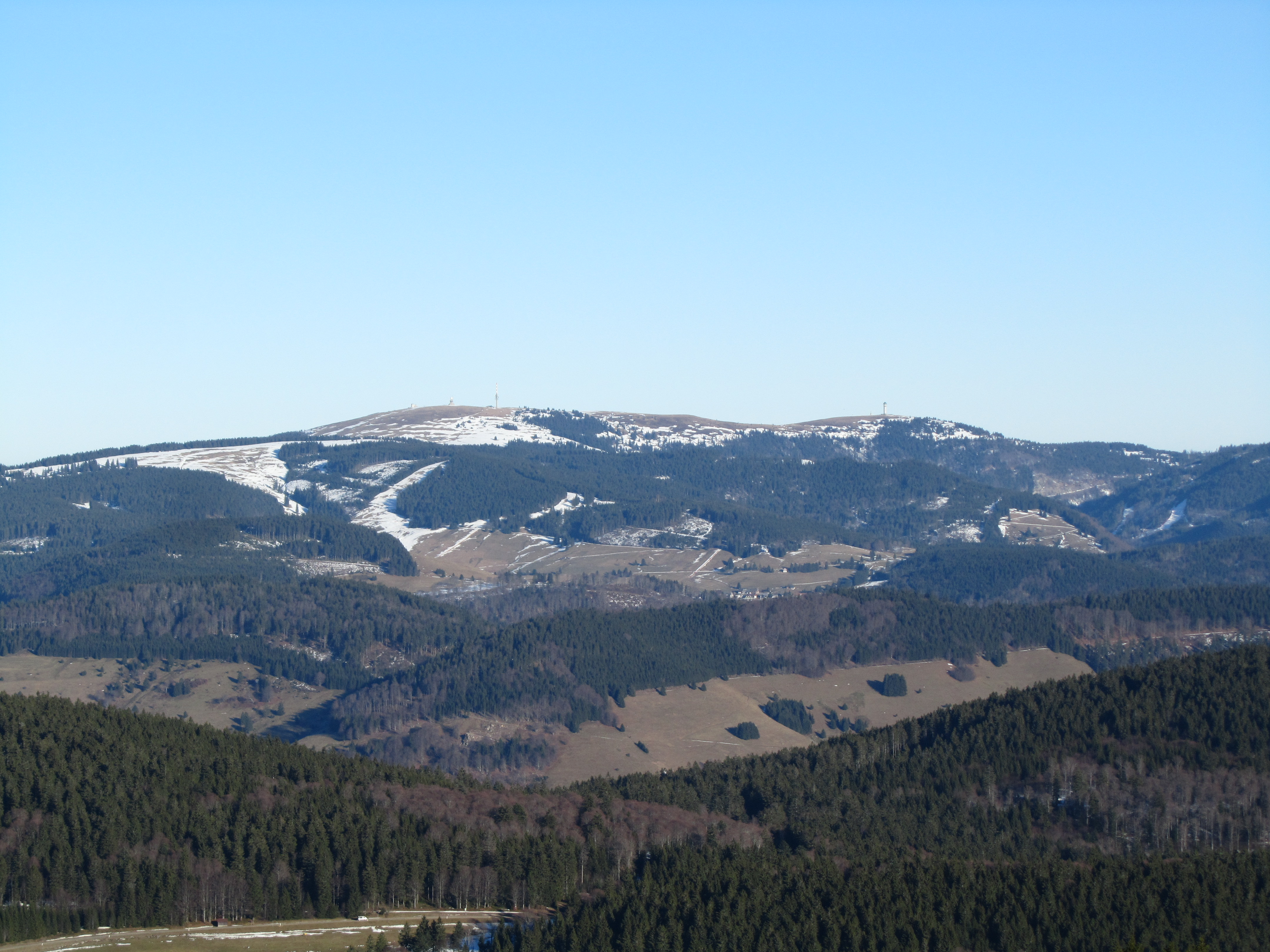
Feldberg (vänster), sett från berget Belchen.